# Kuhlrade (Carlow)
Kuhlrade ist ein Ortsteil der Gemeinde Carlow im Landkreis Nordwestmecklenburg in Mecklenburg-Vorpommern.
Der Ort liegt südwestlich des Hauptortes Carlow. Westlich verläuft die Kreisstraße K 6, südlich erstreckt sich das 328 ha große Naturschutzgebiet Kuhlrader Moor und Röggeliner See. Er ist Geburtsort des Malers Willi Breest.

## Baudenkmale
In der Liste der Baudenkmale in Carlow (Mecklenburg) sind für Kuhlrade drei Baudenkmale aufgeführt.